# The Eddie Cantor Story
The Eddie Cantor Story è un film del 1953 diretto da Alfred E. Green dedicato alla figura del popolarissimo uomo di spettacolo che, all'epoca, aveva poco più di sessant'anni. Cantor appare nel film tra il pubblico in un piccolo cameo insieme alla moglie Ida Tobias Cantor.
Le scene danzate sono coreografate da LeRoy Prinz con l'assistenza di Eddie Prinz.

## Produzione
Il film fu prodotto dalla Warner Bros. Pictures.

## Distribuzione
Distribuito dalla Warner Bros. Pictures, il film uscì nelle sale cinematografiche USA il 20 gennaio 1954 dopo essere stato presentato in prima New York la sera di Natale, il 25 dicembre 1953.